# (687) Tinette
(687) Tinette – planetoida z pasa głównego asteroid okrążająca Słońce w ciągu 4 lat i 182 dni w średniej odległości 2,72 j.a. Została odkryta 16 sierpnia 1909 roku w Obserwatorium Uniwersyteckim w Wiedniu przez Johanna Palisę. Pochodzenie nazwy planetoidy nie jest znane. Przed nadaniem nazwy planetoida nosiła oznaczenie tymczasowe (687) 1909 HG.